# 2431 Skovoroda
2431 Skovoroda (1978 PF3) là một tiểu hành tinh vành đai chính được phát hiện ngày 8 tháng 8 năm 1978 bởi N. Chernykh ở Nauchnyj.